# Olivier Kessler

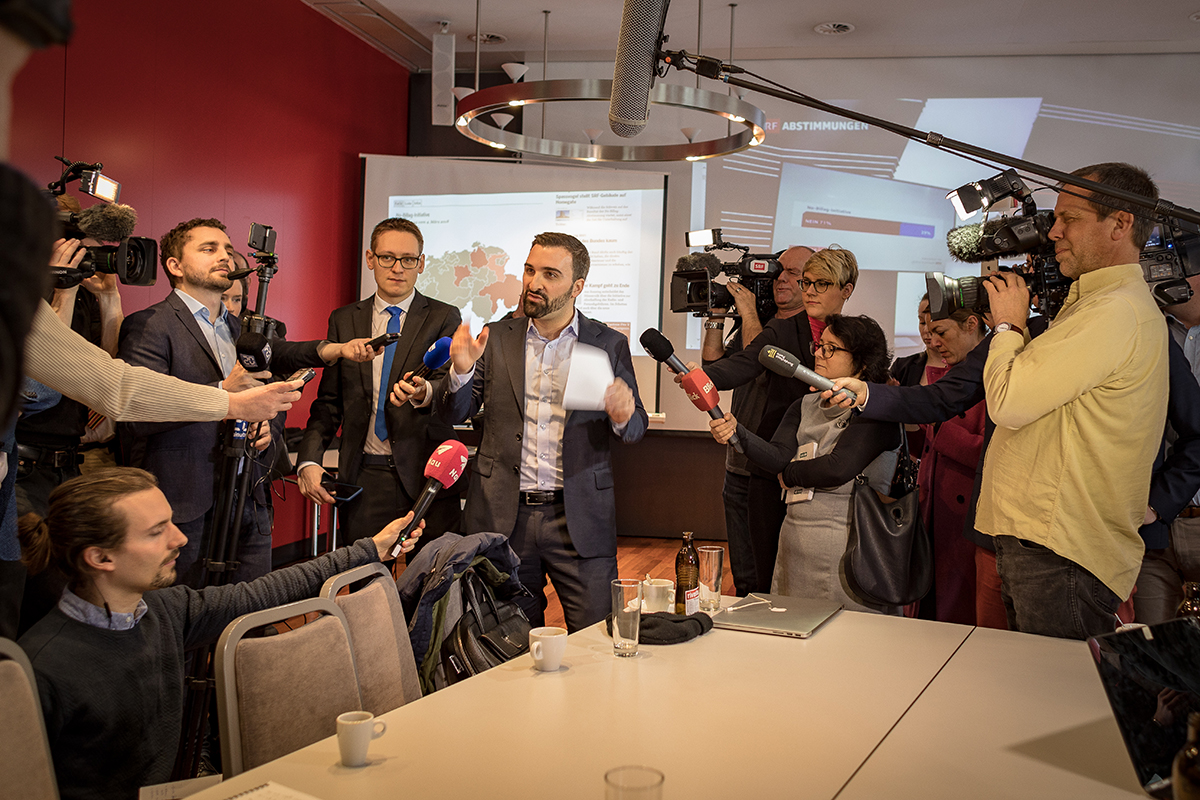
Olivier Kessler (Bildmitte) nach der Ablehnung der «No-Billag»-Initiative 2018

Olivier Kessler (* 5. Oktober 1986) ist ein Schweizer Publizist und Campaigner. Er bezeichnet sich selbst als «konsequent liberal», in Fremdeinschätzungen wurde er als libertär bezeichnet.

## Leben
Kessler wuchs in Wollerau am oberen Zürichsee auf und studierte an der Universität St. Gallen International Affairs & Governance sowie Wirtschaftsjournalismus. Im Jahr 2007 trat er im Zuge der Anti-Minarett-Initiative in die Junge SVP ein. Von 2008 bis 2012 war er Sekretär der SVP im Kanton Schwyz. Danach war er für mehrere Public-Affairs- und Medienunternehmen tätig. Unter anderem war er 2015/16 für rund 10 Monate Chefredaktor der Zeitung Schweizerzeit. Er leitete als Co-Präsident des Vereins zur Abschaffung der Radio- und Fernsehgebühren den Abstimmungskampf zur «No-Billag»-Initiative und war Referent und Gast in Talkshows. Kessler wolle, so behaupte er, die SRG «dem Einfluss der Politik entziehen», schrieb die NZZ. Kessler schrieb Gastkommentare und Meinungsbeiträge für verschiedene Zeitungen, u. a. für die NZZ, die Finanz und Wirtschaft, CH Media, den Schweizer Monat, und kam in der Weltwoche auch im Jahr 2024 zu Wort. Kessler war ab 2016 Vizedirektor und ist seit 2020 Direktor des Liberalen Instituts. Aus der SVP ist er ausgetreten, laut NZZ war dieser Schritt auch nötig für den Antritt der Stelle beim Liberalen Institut.
Kessler ist laut Angabe von 2018 verheiratet und kaufte um den Jahreswechsel 2017/18 eine Wohnung im Aargau.

## Werke
- Vollgeldreform. Das Reformkonzept und die politische Umsetzung in der Schweiz. St. Gallen 2011 (Bachelor-Arbeit Universität St. Gallen, 2011).
  - Vollgeldreform. Wie man mit einer einzigen Reform Staatsschulden abbaut, Ersparnisse sichert und Wirtschaftskrisen verhindert. AV Akademikerverlag, 2012, ISBN 978-3-639-43589-4.
- mit Pierre Bessard: 64 Klischees der Politik. Klarsicht ohne rosarote Brille. Liberales Institut, Zürich 2020, ISBN 978-3-033-07803-1.
- 64 irreführende Politikbegriffe. Wie Sie trotz Nebelpetarden den Durchblick behalten. Liberales Institut, 2023, ISBN 978-3-9525537-3-2.
- Freiheitsdiät. Erfolgsrezepte für eine fitte Schweiz. Liberales Institut, 2024, ISBN 978-3-9525537-5-6.
- Befreiungsschlag. Hoffnungsschimmer für eine verloren geglaubte Welt. Orell Füssli, Zürich 2025, ISBN 978-3-9861708-5-1.

Als Herausgeber
- mit Pierre Bessard: Staatliche Regulierung: wie viel und überhaupt? Liberales Institut, Zürich 2018, ISBN 978-3-033-06984-8.
- mit Pierre Bessard: Zu teuer! Warum wir für unser Gesundheitswesen zu viel bezahlen. Liberales Institut, Zürich 2019, ISBN 978-3-033-07276-3.
- mit Pierre Bessard: Explosive Geldpolitik. Wie Zentralbanken wiederkehrende Krisen verursachen. Liberales Institut, Zürich 2019, ISBN 978-3-033-07424-8.
- mit Claudia Wirz: Mutter Natur und Vater Staat. Freiheitliche Wege aus der Beziehungskrise. Liberales Institut, Zürich 2020, ISBN 978-3-033-06984-8.
- mit Beat Kappeler: Null-Risiko-Gesellschaft. Zwischen Sicherheitswahn und Kurzsichtigkeit. Liberales Institut, Zürich 2021, ISBN 978-3-033-08467-4.
- Liberalismus 2.0. Wie neue Technologien der Freiheit Auftrieb verleihen. Liberales Institut, Zürich 2021, ISBN 978-3-033-08602-9.
- Verlockung der Macht. Die Kunst, die offene Gesellschaft zu verteidigen. Liberales Institut, Zürich 2022, ISBN 978-3-9525537-1-8.
- mit Peter Ruch: Wissenschaft und Politik: Zuverlässige oder unheilige Allianz? Liberales Institut, Zürich 2022, ISBN 978-3-9525537-2-5.